# Żarnowa Góra
 Żarnowa Góra  (315 m n.p.m.) – wzgórze w południowo-zachodniej Polsce w Górach Świętokrzyskich na Płaskowyżu Suchedniowskim. Znajduje się na terenie Sieradowickiego Parku Krajobrazowego.

## Szlaki turystyczne
Przez zbocze wzgórza biegnie  zielony szlak turystyczny Skarżysko Zachodnie – Wykus.